# تپه سراب جهانگیر
تپه سراب جهانگیر مربوط به هزاره ۴ قبل از میلاد است و در ۳ کیلومتری جنوب پلدختر واقع شده و این اثر در تاریخ ۱۵ دی ۱۳۸۷ با شمارهٔ ثبت ۲۴۲۵۷ به‌عنوان یکی از آثار ملی ایران به ثبت رسیده است.